# Onesia marina
Onesia marina este o specie de muște din genul Onesia, familia Calliphoridae, descrisă de Hiromu Kurahashi și Magpayo în anul 2000.
Este endemică în Filipine. Conform Catalogue of Life specia Onesia marina nu are subspecii cunoscute.